# Drepanocentron sarmichta
Drepanocentron sarmichta là một loài Trichoptera thuộc họ Xiphocentronidae. Chúng phân bố ở miền Ấn Độ - Mã Lai.